# 安沟水库
安沟水库是中国河南省平顶山市汝州市境内的一座水库，位于黄涧河上，建于1960年。水库正常库容为977万立方米，集雨面积为89平方千米，海拔为270米。